# کریستین سسما
کریستین سسما (به انگلیسی: Christian Sesma) یک فیلمساز آمریکایی است. او کارگردانی فیلم‌هایی مانند؛ خاطرات ویژیلانته (۲۰۱۶)، منفعت (۲۰۲۰)، برگرد (۲۰۲۱)، تا آخرین نفرشان (۲۰۲۱)، بخش ۸ (۲۰۲۲)، در تاریکی (۲۰۲۴) و در اعماق (۲۰۲۵) را بر عهده داشته‌است.
سسما در دره کواچلا به دنیا آمد. او در پام اسپرینگز، کالیفرنیا بزرگ شد.